# Le Bugue
Le Bugue ist eine Gemeinde mit 2.638 Einwohnern (Stand 1. Januar 2022) in Frankreich im Département Dordogne, in der Region Nouvelle-Aquitaine.

## Geographie
Die Stadt liegt in der Landschaft Périgord auf der Nordseite der Vézère, in unmittelbarer Nähe ihres Zusammenflusses mit der Dordogne. Die Entfernung nach Périgueux (Präfektur) beträgt etwa 40 Kilometer.

## Bevölkerungsentwicklung
| Jahr                       | 1962 | 1968 | 1975 | 1982 | 1990 | 1999 | 2006 | 2017 |
| Einwohner                  | 2424 | 2741 | 2778 | 2784 | 2764 | 2778 | 2762 | 2587 |
| Quellen: Cassini und INSEE |      |      |      |      |      |      |      |      |

## Sehenswürdigkeiten
- Besonders sehenswert sind die Höhlen in der Umgebung von Le Bugue mit ihren prähistorischen Kunstwerken oder auch mit den eindrucksvollen Tropfsteingebilden:
  - Caverne de Bara-Bahau, westlich von Le Bugue
  - Grotte de St-Cirq, prähistorische Ritzzeichnungen
  - Grotte de Proumeyssac, Tropfsteinhöhle
- Über die Vézère führt eine mittelalterliche Brücke von 1463.
- Das Village du Bournat ist ein Freilichtmuseum und zeigt ein Bauerndorf des Périgord zu Ende des 19. Jahrhunderts.

## Partnerschaft
Le Bugue hat 1988 eine Partnerschaft mit der elsässischen Stadt Marckolsheim geschlossen, in Erinnerung an die Evakuierung eines Teils der dortigen Bevölkerung ins Périgord zu Beginn des Zweiten Weltkriegs.

## Persönlichkeiten
- Jean Rey (1583–1645), Arzt und Physiker, wurde in Le Bugue geboren, wo er auch arbeitete und starb.

## Sonstiges
Der britische Autor Martin Walker besitzt ein Haus in Le Bugue. Sein Kriminalroman Bruno – Chef de police sowie alle Folgebände spielen hier; im Roman wird der Ort als Saint-Denis bezeichnet. Der Hauptheld Bruno wurde dem real existierenden Beamten Pierrot Simonet der Police Municipal aus Le Bugue nachempfunden.